# Alchemilla microsphaerica
Alchemilla microsphaerica es una especie de planta del género Alchemilla, perteneciente a la familia Rosaceae.

## Taxonomía
Alchemilla microsphaerica fue descrita por S. E. Fröhner en 1968.

## Distribución
Se encuentra en el territorio de los Cárpatos occidentales.